# Гиль (остров)
Гиль (азерб. Gil adası, до 4.02.1991 года — Глиняный) — остров в Каспийском море у юго-восточного побережья Азербайджана. Один из островов Бакинского архипелага. Территория острова является государственным заказником. 

## География
Расположен в центральной части Бакинского архипелага, в 6 километрах к югу от мыса Алят.
Остров состоит из возвышенности, расположенной на восточной стороне острова, и отходящей на юго-восток косы. Площадь возвышенной части острова равна приблизительно 0,7 км², длина косы — 2600 м, ширина — 70—200 м. Направление косы совпадает с направлением подводного течения, которым она была образована.
В северо-восточной части острова есть грязевой вулкан, последнее извержение которого было зафиксировано в 1860 году.